# Ophionereis
Ophionereis är ett släkte av ormstjärnor. Ophionereis ingår i familjen Ophionereididae.

## Dottertaxa tillOphionereis, i alfabetisk ordning[1]
- Ophionereis albomaculata
- Ophionereis amphilogus
- Ophionereis andamanensis
- Ophionereis annulata
- Ophionereis australis
- Ophionereis degeneri
- Ophionereis diabloensis
- Ophionereis dolabriformis
- Ophionereis dubia
- Ophionereis eurybrachiplax
- Ophionereis fasciata
- Ophionereis fusca
- Ophionereis hexactis
- Ophionereis intermedia
- Ophionereis lineata
- Ophionereis nuda
- Ophionereis olivacea
- Ophionereis perplexa
- Ophionereis porrecta
- Ophionereis reticulata
- Ophionereis roosevelti
- Ophionereis schayeri
- Ophionereis semoni
- Ophionereis sexradia
- Ophionereis squamulosa
- Ophionereis terba
- Ophionereis thryptica
- Ophionereis tigris
- Ophionereis variegata
- Ophionereis vittata
- Ophionereis vivipara